# 曾懿

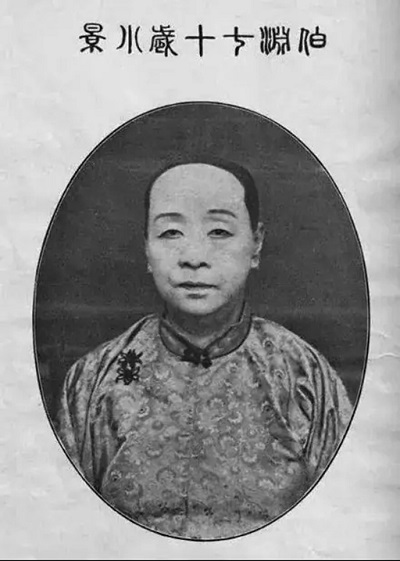
曾懿七十岁像

曾懿（1853年—1927年），字伯渊，又名朗秋，号华阳女士，四川华阳人，清末民初女中医、诗人、教育家，清廷诰封一品夫人。

## 生平
曾懿出生于咸丰三年（1853年）九月一日，是曾詠与左锡嘉之次女。她自幼天资聪慧，精通经史，擅长诗词、书画。其绘画以山水见长，书法则专于篆书与隶书。因幼年多病，她决心研习医理。二十岁时嫁于江南名士袁学昌，后随其游历福建、安徽、江西等地。期间，她继续潜心钻研诗词、医学。光绪二十九年（1903年），她将昔日所作诗稿辑为《古欢室诗词集》。光绪三十二年（1906年），将多年行医经验汇编成《医学篇》八卷。后又出版倡导兴办女学的《女学篇》以及关于家庭料理的《中馈录》。光绪三十三年（1907年）后随丈夫定居北京。民国十六年（1927年）冬在北京其次子袁励准家中去世，终年75岁。

## 家庭
曾懿出身书香门第。父亲曾詠为道光二十四年（1844年）进士，官至江西吉安府知府。母亲左锡嘉是曾詠继室，亦为才女，是湖南巡抚左輔孙女，安徽凤阳府同知左昂之女。曾懿之弟曾光岷为光绪十五年（1889年）进士。
曾懿之夫袁学昌光绪五年（1879年）中举，官至湖南提法使。其祖父袁俊为道光九年（1829年）进士，父亲袁績懋则为道光二十七年（1847年）进士。曾懿与丈夫亦为表亲，袁学昌母亲左锡璇是曾懿母亲左锡嘉的胞姊。
曾懿育有六子，分别名为勵楨、勵準、勵杰、勵衡、勵賢、勵宸。其中次子袁励准最为出名，他是光绪二十四年（1898年）进士，末代皇帝溥仪之师。四子袁励衡娶曾懿甥女张芷（其妹曾彦与張祥麟之女）为妻。曾懿的后代还包括中国首位女外交官袁曉園（袁励衡之女）、台湾作家琼瑶（袁励桢外孙女）、中央文史研究馆馆长袁行霈（袁励杰之子）等。